# Bennet S. Sacolick

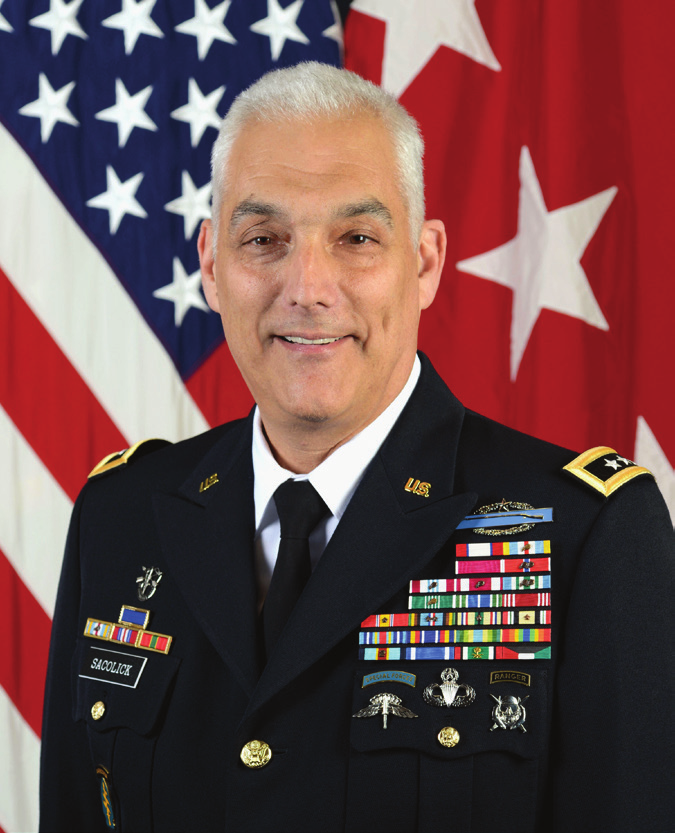
Bennet S. Sacolick

Bennet S. Sacolick (* um 1961) ist ein pensionierter Generalleutnant der United States Army. Er war unter anderem Kommandeur der United States Army John F. Kennedy Special Warfare Center and School und der Sondereinheit Delta Force.
Im Jahr 1981 trat Bennet Sacolick als einfacher Soldat dem US-Heer bei. Über die Officer Candidate School (OCS) gelangte er im Jahr 1982 in das Offizierskorps des US-Heeres. Dort wurde er als Leutnant der Infanterie zugeteilt. In der Armee durchlief er anschließend alle Offiziersränge vom Leutnant bis zum Drei-Sterne-General.
Im Lauf seiner militärischen Karriere absolvierte er verschiedene Kurse und Schulungen. Dazu gehörten unter anderem der Infantry Officer Basic Course, der Infantry Officer Advanced Course, der Special Forces Qualification Couse, das Defense Language Institute, an dem er Spanisch lernte, und das Command and General Staff College. Außerdem erhielt er akademische Grade von der Central Michigan University, der Harvard University, der University of North Carolina at Chapel Hill und der San Francisco State University. Zudem nahm er an einem Ausbildungsprogramm der CIA teil (Graduate Studies Program, Central Intelligence Agency).
In seinen jüngeren Jahren absolvierte er den für Offiziere in den niederen Rangstufen üblichen Dienst in unterschiedlichen Einheiten und Standorten. Dazu gehörten auch Aufgaben als Stabsoffizier in verschiedenen Hauptquartieren. Im Verlauf seiner militärischen Karriere war er in über 35 Staaten entweder stationiert und/oder an militärischen Operationen beteiligt. Dazu gehörten El Salvador, Peru, Kolumbien, Panama, Somalia, Bosnien, der Irak und Afghanistan.
Er war an der US-Invasion in Panama beteiligt, nahm am Zweiten Golfkrieg teil und gehörte den IFOR-Truppen in Bosnien und Herzegowina an. Außerdem war er an Militäreinsätzen im Irakkrieg und in Afghanistan beteiligt. Sacolick gehörte zumeist Sondereinheiten (Special Forces) an. Auf diesem Gebiet kommandierte er verschiedene Einheiten auf unterschiedlichen Ebenen. Zu den von ihm kommandierten Einheiten gehörte auch die 7th Special Forces Group. Im weiteren Verlauf war er Stabsoffizier in verschiedenen Hauptquartieren der Sondereinheiten.
In den Jahren 2005 bis 2008 war er im Auftrag des US-Heeres bei der CIA, wo er Verbindungsoffizier im Bereich Terrorbekämpfung war. Nach einer zwischenzeitlich anderen Verwendung wurde Bennet Sacolick im August 2010 mit der Leitung der United States Army John F. Kennedy Special Warfare Center and School in Fort Bragg betraut. In dieser Funktion löste er Thomas R. Csrnko ab. Einige Jahre zuvor war er bereits stellvertretender Leiter dieser Einrichtung gewesen. Er behielt dieses Kommando für zwei Jahre bis zum August 2012 als Edward M. Reeder Jr. seine Nachfolge antrat. Danach erhielt er das Kommando über die Sondereinheit Delta Force.
Es folgte eine Versetzung zum National Counterterrorism Center, der zentralen Behörde des amerikanischen Militärs zur Terrorbekämpfung. Dort war Sacolick Abteilungsleiter für strategische Planungen (Director for Strategic Planning at the National Counterterrorism Center). Er entwarf Sicherheitsstrategien und Empfehlungen sowohl für das Weiße Haus als auch für den Nationalen Sicherheitsrat. Im Juli 2016 schied er aus dem aktiven Militärdienst aus.
Nach seiner Pensionierung arbeitete Sacolick unter anderem als CEO der Firma Cape Fear Global Solutions, LLC. Außerdem ist er Vizepräsident des Special Forces Charitable Trust, der sich um Belange ehemaliger Soldaten der Sondereinheiten kümmert.

## Orden und Auszeichnungen
Bennet Sacolick erhielt im Lauf seiner militärischen Laufbahn unter anderem folgende Auszeichnungen:
- Army Distinguished Service Medal
- Defense Superior Service Medal
- Legion of Merit
- Bronze Star Medal
- Defense Meritorious Service Medal
- Meritorious Service Medal
- Joint Service Commendation Medal
- Army Commendation Medal
- Army Achievement Medal
- Presidential Unit Citation
- Joint Meritorious Unit Award
- Valorous Unit Award
- Superior Unit Award
- Good Conduct Medal
- National Defense Service Medal
- Armed Forces Expeditionary Medal
- Southwest Asia Service Medal
- Iraq Campaign Medal
- Global War on Terrorism Expeditionary Medal
- Global War on Terrorism Service Medal
- Armed Forces Service Medal
- NATO-Medaille
- Kuwait Liberation Medal (Saudi-Arabien)
- Kuwait Liberation Medal (Kuwait)